# Eva Joly
Eva Joly (szül. Eva Gro Farseth) (Grünerløkka, Oslo, 1943. december 5. –) norvég–francia jogász, korábban vizsgálóbíró Franciaországban. 2008 óta Sólyom László felkérésére a Bölcsek Tanácsa tagja.

## Pályafutása
18 évesen Párizsba költözött, ahol au pairként dolgozott. A szülők akarata ellenére feleségül ment a család fiához, Pascal Jolyhoz.
Titkárnőként vállalt munkát, és közben esti iskolában szerzett jogi végzettséget. Gazdasági ügyekre specializálódott, és 1990-ben a párizsi Legfelsőbb Bírósághoz került vizsgálóbíróként. Itt hamar feltűnt fáradhatatlan küzdelmével, amit a korrupció ellen folytatott. Különösen nagy visszhangot váltott ki Roland Dumas volt külügyminiszter, az ismert milliárdos Bernard Tapie, illetve a Crédit Lyonnais bank ügye. Leghíresebb esete azonban a vezető francia olajtársaság, az Elf Aquitaine ügye volt, ahol – számos halálos fenyegetés ellenére – több korrupciós ügyet is leleplezett.
Joly később a norvég igazságügyi és külügyminisztérium különleges tanácsadójaként dolgozott. 2002-ben a Reader’s Digest az év emberének jelölte Európában. A 2009-es európai parlamenti választásokon a francia zöldeket tömörítő France Écologie listájáról szerzett mandátumot.

## Fordítás
- Ez a szócikk részben vagy egészben az Eva Joly című angol Wikipédia-szócikk ezen változatának fordításán alapul.  Az eredeti cikk szerkesztőit annak laptörténete sorolja fel. Ez a jelzés csupán a megfogalmazás eredetét és a szerzői jogokat jelzi, nem szolgál a cikkben szereplő információk forrásmegjelöléseként.

## Külső hivatkozások
- „Önök a korrupció miatt szegények!” Archiválva 2009. január 30-i dátummal a Wayback Machine-ben - interjú, Világgazdaság (magyarul)
- Ha nem harcolunk, Dél-Olaszország sorsára jutunk - interjú, index.hu (magyarul)
- Eva Joly: Önálló ügyészi szervezet kell az EU-ban  - Hetedhéthatár (magyarul)